# 간팅팅
간팅팅(중국어: 甘婷婷, 병음: Gān Tíngtíng, 한자음: 감정정, 1986년 2월 5일~)은 중화인민공화국의 배우이다. 안후이성 우후시 출신이다.

## 작품 목록

### 방송
- 고방부자상 : 적국의 연인
- 신소십일랑
- 절애지성
- 애상사자좌
- 향착성리전진
- 수호전: 반금련 역

### 영화
- 고방부자상 (2017년)
- 신소십일랑 (2016년)
- 애상사자좌 (2014년)
- 신시공안 (2013년)
- 마약전쟁 (2013년)
- 향착승리전진 (2012년)
- 종규전설 (2012년)
- 향착포화전진 (2012년)
- 심궁비사 (2012년) - 류함향 역
- 청풍자 (2012년)
- 신량검 (2011년)
- 쿵푸 덩크 (2008년)